# 两峪乡
两峪乡，是中华人民共和国湖北省襄阳市保康县下辖的一个乡镇级行政单位。

## 行政区划
两峪乡下辖以下地区：
两峪村、胡家台村、枫香坪村、王家坡村、程岐村、芭桃村、百庙沟村、长河村、麻坪村、长冲村和东湾村。